# Claes Rainer
Claes Rainer, född 1970, är en svensk jurist och författare av historiska böcker.
Rainer är fil.kand. i historia och har en jur.kand. från Stockholms universitet. Han har varit tingsnotarie vid Uppsala tingsrätt, varit advokat och delägare på advokatfirman DLA Piper och arbetar idag som juridisk konsult. Rainer är specialiserad på fastighetsrätt och tvistlösning. Han har också utgivit en handbok på Norstedts Juridik i processrätt.
Som historisk författare har Rainer skrivit biografier över drottningarna Lovisa Ulrika och Sofia Magdalena. Han var 2022 medförfattare i antologin Klart skepp, svenska flottan i krig och fred under 500 år; i Sjöhistoriska museets årsbok på Historiska Media och utkom året efter med en bok på Bokförlaget Langenskiöld om Gustav III:s ryska krig. För Lovisa Ulrika belönades han 2021 med Axel Hirschs pris av Svenska Akademien.